# Netzhoppers Königs Wusterhausen 2023-2024
Questa voce raccoglie le informazioni riguardanti il Netzhoppers Königs Wusterhausen nelle competizioni ufficiali della stagione 2023-2024.

## Stagione
Il Netzhoppers Königs Wusterhausen partecipa alla stagione 2023-24 con la denominazione sponsorizzata Energiequelle Netzhoppers KW.
Partecipa alla 1. Bundesliga, classificandosi al dodicesimo e ultimo posto. In Coppa di Germania non va oltre gli ottavi di finale, estromesso dal torneo dal Gotha, mentre in Coppa di Lega ottiene l'undicesimo posto.

## Organigramma societario
Area direttiva
- Presidente: vacante

Area tecnica
- Allenatore: Alejandro Kolevich
- Allenatore in seconda: Christian Materne
- Scoutman: Hannah Dauer, Gerold Rebsch

Area sanitaria
- Medico: Kai Dragowsky, Winfried Höhn
- Fisioterapista: David Ewald, Benjamin Hoffmann

## Rosa
| N° | Nome             | Ruolo | Data di nascita   | Nazionalità sportiva |
| -- | ---------------- | ----- | ----------------- | -------------------- |
| 1  | Djifa Amedegnato | P     | 17 settembre 2003 | Germania             |
| 2  | Maxim Künitz     | C     | 23 dicembre 1999  | Germania             |
| 4  | Odin Gnilitza    | C     | 19 gennaio 2001   | Germania             |
| 5  | Daniel Hähnert   | S     | 6 luglio 1998     | Germania             |
| 6  | Jonas Lind       | P     | 9 agosto 2001     | Germania             |
| 7  | Carl Möller      | C     | 26 gennaio 2004   | Germania             |
| 9  | Tim Türpe        | L     | 28 luglio 2005    | Germania             |
| 10 | Linus Engelmann  | S     | 1º febbraio 2002  | Germania             |
| 11 | Lovis Homberger  | O     | 11 febbraio 2004  | Germania             |
| 12 | Gian-Luca Berger | L     | 27 agosto 2002    | Germania             |
| 13 | Charlie Peters   | O     | 4 agosto 2000     | Germania             |
| 15 | Gabriel Tyws     | S     | 4 febbraio 2005   | Germania             |
| 17 | Jannes Wiesner   | S     | 18 luglio 2003    | Germania             |
| 18 | Vincent Sitte    | S     | 18 gennaio 2005   | Germania             |

## Mercato
| Acquisti | Acquisti         | Acquisti        | Acquisti   |
| R.       | Nome             | da              | Modalità   |
| -------- | ---------------- | --------------- | ---------- |
| P        | Djifa Amedegnato | Olympia Berlino | definitivo |
| S        | Linus Engelmann  | Giesen          | definitivo |
| C        | Odin Gnilitza    | Neustrelitz     | definitivo |
| S        | Daniel Hähnert   | Södertelge      | definitivo |
| O        | Lovis Homberger  | Olympia Berlino | definitivo |
| C        | Maxim Künitz     | Schöneiche      | definitivo |
| P        | Jonas Lind       | -               | definitivo |
| C        | Carl Möller      | Olympia Berlino | definitivo |
| O        | Charlie Peters   | Schöneiche      | definitivo |
| S        | Vincent Sitte    | -               | definitivo |
| L        | Tim Türpe        | Olympia Berlino | definitivo |
| S        | Gabriel Tyws     | Potsdam         | definitivo |
| S        | Jannes Wiesner   | Olympia Berlino | definitivo |

| Cessioni | Cessioni          | Cessioni           | Cessioni   |
| R.       | Nome              | a                  | Modalità   |
| -------- | ----------------- | ------------------ | ---------- |
| O        | Raymond Barsemian | -                  | ritirato   |
| S        | Felix Baumann     | Karlsruhe          | definitivo |
| C        | Max Chamberlain   | Las Vegas Ramblers | definitivo |
| O        | Randy DeWeese     | -                  | ritirato   |
| L        | Moritz Eckardt    | Unterhaching       | definitivo |
| P        | Byron Keturakis   | Norwid Częstochowa | definitivo |
| S        | Malachi Murch     | Ferizaj            | definitivo |
| C        | Kyler Presho      | Las Vegas Ramblers | definitivo |
| P        | Mario Schmidgall  | Avoc Achel         | definitivo |
| S        | Max Schulz        | Emevé              | definitivo |
| S        | Theo Timmermann   | Herrsching         | definitivo |

- Dirk Westphal, S, è passato alla seconda squadra.

## Risultati

### 1. Bundesliga

#### Girone di andata
| 1ª giornata - 27 ottobre 2023 LKH Arena, Luneburgo                    | Lüneburg        | 3 - 0 | Netzhoppers       | 25-17, 25-19, 25-15        |
| 2ª giornata - 31 ottobre 2023 Paul-Dinter-Halle, Königs Wusterhausen  | Netzhoppers     | 0 - 3 | Charlottenburg    | 10-25, 20-25, 15-25        |
| 3ª giornata - 9 novembre 2023 Volksbank-Arena, Giesen                 | Giesen          | 3 - 0 | Netzhoppers       | 25-14, 25-18, 26-24        |
| 4ª giornata - 11 novembre 2023 Paul-Dinter-Halle, Königs Wusterhausen | Netzhoppers     | 0 - 3 | Dürener           | 15-25, 17-25, 20-25        |
| 5ª giornata - 14 novembre 2023 Paul-Dinter-Halle, Königs Wusterhausen | Netzhoppers     | 0 - 3 | Herrsching        | 20-25, 18-25, 24-26        |
| 6ª giornata - 23 novembre 2023 Spacetech Arena, Friedrichshafen       | Friedrichshafen | 3 - 0 | Netzhoppers       | 25-18, 25-15, 25-18        |
| 7ª giornata - 1º dicembre 2023 Paul-Dinter-Halle, Königs Wusterhausen | Netzhoppers     | 1 - 3 | Bitterfeld-Wolfen | 13-25, 17-25, 25-22, 23-25 |
| 8ª giornata - 10 dicembre 2023 Geothermie Arena, Unterhaching         | Unterhaching    | 3 - 1 | Netzhoppers       | 27-25, 25-21, 21-25, 25-16 |
| 9ª giornata - 16 dicembre 2023 Landkost-Arena, Bestensee              | Netzhoppers     | 3 - 1 | Dachau            | 22-25, 25-19, 28-26, 25-13 |
| 10ª giornata - 22 dicembre 2023 Act-Now-Halle, Friburgo in Brisgovia  | Freiburger      | 3 - 1 | Netzhoppers       | 25-22, 25-20, 21-25, 25-21 |
| 11ª giornata - 8 febbraio 2024 Paul-Dinter-Halle, Königs Wusterhausen | Netzhoppers     | 1 - 3 | Karlsruhe         | 20-25, 25-23, 18-25, 24-26 |

#### Girone di ritorno
| 12ª giornata - 3 gennaio 2024 Paul-Dinter-Halle, Königs Wusterhausen      | Netzhoppers       | 0 - 3 | Lüneburg        | 23-25, 27-29, 17-25               |
| 13ª giornata - 5 gennaio 2024 Max-Schmeling-Halle, Berlino                | Charlottenburg    | 3 - 1 | Netzhoppers     | 25-14, 25-16, 20-25, 25-15        |
| 14ª giornata - 13 gennaio 2024 MBS Arena Potsdam, Potsdam                 | Netzhoppers       | 1 - 3 | Giesen          | 24-26, 25-19, 24-26, 21-25        |
| 15ª giornata - 21 gennaio 2024 Arena Kreis, Düren                         | Dürener           | 3 - 1 | Netzhoppers     | 25-18, 25-19, 22-25, 25-20        |
| 16ª giornata - 27 gennaio 2024 Nikolaushalle, Herrsching am Ammersee      | Herrsching        | 3 - 0 | Netzhoppers     | 27-25, 26-24, 25-16               |
| 17ª giornata - 4 febbraio 2024 Paul-Dinter-Halle, Königs Wusterhausen     | Netzhoppers       | 0 - 3 | Friedrichshafen | 25-27, 21-25, 20-25               |
| 18ª giornata - 11 febbraio 2024 Bernsteinhalle Friedersdorf, Muldestausee | Bitterfeld-Wolfen | 3 - 0 | Netzhoppers     | 25-13, 25-23, 25-22               |
| 19ª giornata - 15 febbraio 2024 Paul-Dinter-Halle, Königs Wusterhausen    | Netzhoppers       | 3 - 1 | Unterhaching    | 38-36, 25-22, 24-26, 25-19        |
| 20ª giornata - 17 febbraio 2024 Georg-Scherer-Halle, Dachau               | Dachau            | 2 - 3 | Netzhoppers     | 25-13, 18-25, 17-25, 26-24, 15-17 |
| 21ª giornata - 24 febbraio 2024 Paul-Dinter-Halle, Königs Wusterhausen    | Netzhoppers       | 1 - 3 | Freiburger      | 19-25, 25-14, 16-25, 21-25        |
| 22ª giornata - 9 marzo 2024 Lina-Radke-Halle, Karlsruhe                   | Karlsruhe         | 3 - 2 | Netzhoppers     | 23-25, 25-17, 24-26, 27-25, 15-8  |

### Coppa di Germania
| Ottavi di finale - 5 novembre 2023 Ernestiner Sporthalle, Gotha | Gotha | 3 - 0 | Netzhoppers | 25-15, 25-18, 25-16 |

### Coppa di Lega
| Ottavi di finale - 20 ottobre 2023 Sport- und Mehrzweckhalle, Giesen | Netzhoppers | 0 - 2 | Bitterfeld-Wolfen | 17-25, 21-25        |
| Semifinali - 21 ottobre 2023 Sport- und Mehrzweckhalle, Giesen       | Herrsching  | 3 - 0 | Netzhoppers       | 25-14, 25-10, 25-11 |
| Finale 11º posto - 22 ottobre 2023 Sport- und Mehrzweckhalle, Giesen | Netzhoppers | 2 - 0 | Unterhaching      | 26-24, 25-18        |

## Statistiche

### Statistiche di squadra
| Competizione      | Punti | In casa | In casa | In casa | In trasferta | In trasferta | In trasferta | Totale | Totale | Totale |
| Competizione      | Punti | G       | V       | P       | G            | V            | P            | G      | V      | P      |
| ----------------- | ----- | ------- | ------- | ------- | ------------ | ------------ | ------------ | ------ | ------ | ------ |
| 1. Bundesliga     | 3     | 11      | 2       | 9       | 11           | 1            | 10           | 22     | 3      | 19     |
| Coppa di Germania | -     | 0       | 0       | 0       | 1            | 0            | 1            | 1      | 0      | 1      |
| Coppa di Lega     | -     | -       | -       | -       | -            | -            | -            | 3      | 1      | 2      |
| Totale            | -     | 11      | 2       | 9       | 12           | 1            | 11           | 26     | 4      | 22     |

G = partite giocate; V = partite vinte; P = partite perse

### Statistiche dei giocatori
| Giocatore     | 1. Bundesliga | 1. Bundesliga | 1. Bundesliga | 1. Bundesliga | 1. Bundesliga | Coppa di Germania | Coppa di Germania | Coppa di Germania | Coppa di Germania | Coppa di Germania | Coppa di Lega | Coppa di Lega | Coppa di Lega | Coppa di Lega | Coppa di Lega | Totale | Totale | Totale | Totale | Totale |
| Giocatore     | P             | PT            | AV            | MV            | BV            | P                 | PT                | AV                | MV                | BV                | P             | PT            | AV            | MV            | BV            | P      | PT     | AV     | MV     | BV     |
| ------------- | ------------- | ------------- | ------------- | ------------- | ------------- | ----------------- | ----------------- | ----------------- | ----------------- | ----------------- | ------------- | ------------- | ------------- | ------------- | ------------- | ------ | ------ | ------ | ------ | ------ |
| D. Amedegnato | 21            | 30            | 12            | 13            | 5             | 1                 | 2                 | 2                 | 0                 | 0                 | 3             | 5             | 1             | 3             | 1             | 25     | 37     | 15     | 16     | 6      |
| G. Berger     | 20            | 0             | 0             | 0             | 0             | 1                 | 0                 | 0                 | 0                 | 0                 | 3             | 0             | 0             | 0             | 0             | 24     | 0      | 0      | 0      | 0      |
| L. Engelmann  | 16            | 65            | 42            | 16            | 7             | 1                 | 0                 | 0                 | 0                 | 0                 | 0             | 0             | 0             | 0             | 0             | 17     | 65     | 42     | 16     | 7      |
| O. Gnilitza   | 15            | 40            | 27            | 8             | 5             | 1                 | 2                 | 2                 | 0                 | 0                 | 3             | 8             | 7             | 0             | 1             | 19     | 50     | 36     | 8      | 6      |
| D. Hähnert    | 21            | 45            | 40            | 3             | 2             | 1                 | 7                 | 7                 | 0                 | 0                 | 3             | 16            | 15            | 1             | 0             | 25     | 68     | 62     | 4      | 2      |
| L. Homberger  | 22            | 181           | 162           | 12            | 7             | 1                 | 9                 | 8                 | 1                 | 0                 | 2             | 2             | 2             | 0             | 0             | 25     | 192    | 172    | 13     | 7      |
| M. Künitz     | 17            | 93            | 65            | 17            | 11            | 1                 | 9                 | 6                 | 3                 | 0                 | 3             | 13            | 10            | 2             | 1             | 21     | 115    | 81     | 22     | 12     |
| J. Lind       | 19            | 24            | 8             | 9             | 7             | 1                 | 0                 | 0                 | 0                 | 0                 | 3             | 0             | 0             | 0             | 0             | 23     | 24     | 8      | 9      | 7      |
| C. Möller     | 22            | 155           | 100           | 47            | 8             | 1                 | 3                 | 1                 | 2                 | 0                 | 2             | 5             | 3             | 1             | 1             | 25     | 163    | 104    | 50     | 9      |
| C. Peters     | 22            | 251           | 234           | 12            | 5             | 1                 | 8                 | 8                 | 0                 | 0                 | 3             | 22            | 20            | 1             | 1             | 26     | 281    | 262    | 13     | 6      |
| V. Sitte      | 1             | 0             | 0             | 0             | 0             | 0                 | 0                 | 0                 | 0                 | 0                 | 1             | 0             | 0             | 0             | 0             | 2      | 0      | 0      | 0      | 0      |
| T. Türpe      | 9             | 0             | 0             | 0             | 0             | 1                 | 0                 | 0                 | 0                 | 0                 | 1             | 0             | 0             | 0             | 0             | 11     | 0      | 0      | 0      | 0      |
| G. Tyws       | 6             | 10            | 8             | 2             | 0             | 1                 | 0                 | 0                 | 0                 | 0                 | 3             | 11            | 10            | 1             | 0             | 10     | 21     | 18     | 3      | 0      |
| J. Wiesner    | 19            | 169           | 140           | 11            | 18            | 0                 | 0                 | 0                 | 0                 | 0                 | 0             | 0             | 0             | 0             | 0             | 19     | 169    | 140    | 11     | 18     |

P = presenze; PT = punti totali; AV = attacchi vincenti; MV = muri vincenti; BV = battute vincenti